# Західна Флорида

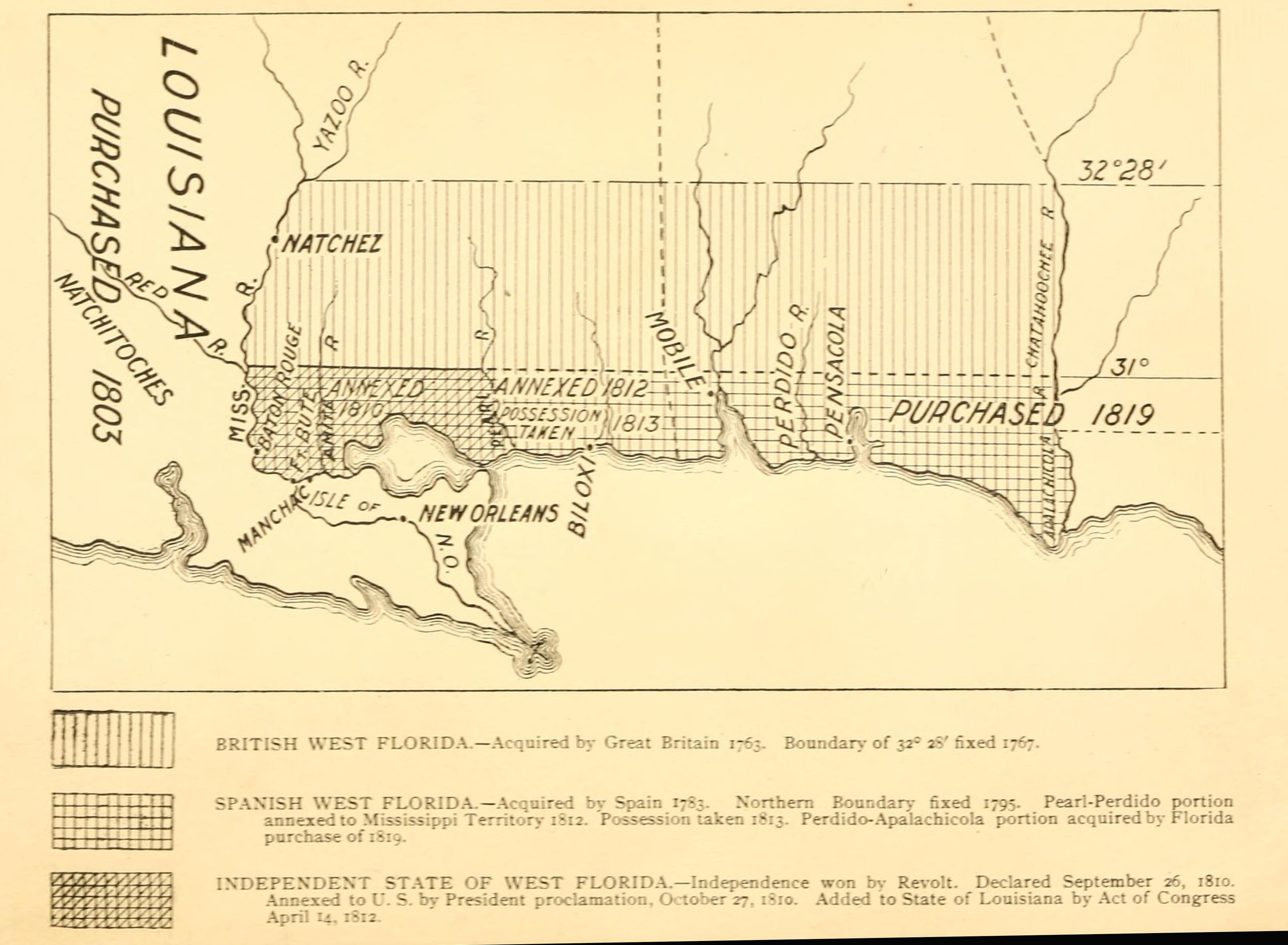
Зміна території Західної Флориди

Західна Флорида — історична назва території на північному узбережжі Мексиканської затоки між річками Міссісіпі та Апалачикола.
Першими європейцями, які намагалися освоїти цей регіон, були іспанці, що включили його до складу колонії Іспанська Флорида, проте постійні поселення тут з'явилися лише наприкінці XVII століття, коли іспанці були змушені почати контролювати французів, які розглядали ці землі як частину Луїзіани. Іспанцями в 1698 було засновано поселення Пенсакола, а французами в 1702 засновано Мобіл. Після ряду років тертя було вирішено, що кордоном між іспанською Флоридою та французькою Луїзіаною стане річка Пердідо.
Зазнавши поразки в Семирічній війні, Франція в 1762 році за секретним договором поступилася Луїзіану Іспанії. У 1763 році за офіційним мирним договором Франція поступилася територією Луїзіани на схід від річки Міссісіпі Великій Британії, а Іспанія в обмін на захоплену Великою Британією під час війни Гавану віддала Великій Британії Флориду, не ставши також претендувати на східну Луїзіану. Британія вважала, що новопридбана територія є занадто великою для ефективного управління, і розділила її по річці Апалачікола на дві колонії: Східну Флориду та Західну Флориду.
Під час війни за незалежність США Іспанія підтримала повсталі колонії, і за мирним договором, що завершив війну, отримала Флориду назад. Іспанці вважали за краще зберегти створену британцями структуру управління, і залишили Західну Флориду окремою колонією. Однак договором були чітко визначені її кордони, що призвело до суперечки про кордони, вирішеному лише в 1795 році договором Сан-Лоренцо.
У 1800 році за секретним договором Іспанія повернула Луїзіану Франції, однак у цьому договорі знову ж таки не були визначені кордони, тому коли в 1803 році Сполучені Штати купили Луїзіану, суперечка про кордони виникла знову: Сполучені Штати пред'явили претензії на землі між річками Міссісіпі і Пердідо, але іспанці заявили, що вони є частиною колонії Західна Флорида, і Франції не віддавалися.
Поки між Іспанією та США тривала довга суперечка про належність Західної Флориди, на цю територію проникало дедалі більше американських поселенців. Британські поселенці, які там жили, також тяжіли пануванням іспанців, і 23 вересня 1810 року відбулося повстання, в результаті якого була проголошена Республіка Західна Флорида. 27 жовтня 1810 року президент США Джеймс Медісон оголосив про анексію Західної Флориди аж до річки Пердідо. Уряд республіки протестував проти анексії, бажаючи обговорити умови входження до складу США, але влада США відмовилася його визнавати, і включила територію Західної Флориди до складу Орлеанської території; Тепер ця частина штату Луїзіана відома як «Флоридські парафії».
У 1810 році іспанці зуміли утримати під своїм контролем Округ Мобіл, що включав землі Західної Флориди між річками Перл і Пердідо. Цей регіон був захоплений американцями в 1812 під час англо-американської війни, в якій Іспанія брала участь як союзниця Великої Британії, і включений до складу Території Міссісіпі.
У 1819 році між США та Іспанією було підписано договір Адамса — Оніса, який остаточно зафіксував відмову Іспанії від Флориди на користь США. Та частина Західної Флориди, що ще залишалася на той час формально іспанською, була включена до складу створеної в 1822 Території Флорида.